# عروسی‌های سریال (بد) ۲
عروسی‌های سریال (بد) ۲ (به انگلیسی: Serial (Bad) Weddings 2) فیلمی محصول سال ۲۰۱۹ و به کارگردانی فیلیپ دو شوورون است. در این فیلم بازیگرانی همچون الودی فونتن، کریستیان کلاویه، شانتل لوبی، آری آبیتان، مدی سدون، امیلی کان ایفای نقش کرده‌اند.
این فیلم دنباله فیلم عروسی‌های سریال (بد) است.